# Août 1954

## Évènements
- Nasser déclare que l’Égypte souhaite recevoir l’aide des États-Unis pour se défendre contre une agression extérieure, et propose un pacte de défense collective des États arabes. Le gouvernement britannique est divisé : Churchill est favorable à une reconquête de l’Égypte par la force, Eden et le Foreign Office proposent l’établissement de relations de confiance avec les pays arabes et approuve le pacte de défense collective.

- 2 août : 
  - le dirigeant nationaliste tunisien Habib Bourguiba lance un appel en faveur d’un cessez-le-feu sur l’ensemble du territoire tunisien.
  - Premier vol libre du banc d'essai Rolls-Royce Thrust Measuring Rig.
- 4 août : 
  - après le discours de Carthage, les partisans du sultan du Maroc Sidi Mohammed ben Youssef lancent de violentes émeutes à Fès et à Khénifra (24 morts).
  - Premier vol du prototype P.1A de l'intercepteur britannique English Electric Lightning.
- 5 août (Brésil)  : attentat contre l’éditorialiste de la Tribuna da Imprensa, Carlos Lacerda, fomenté par des proches de Getúlio Vargas Les forces armées demandent la démission de Vargas puis le déposent le 24 août.
- 10 août : l’Union hollando-indonésienne est dénoncée officiellement par le gouvernement indonésien.
- 13 août, France : vote de pouvoirs spéciaux au gouvernement en matière d'économie pour mener à bien l'expansion économique.
- 15 août : 
  - Les troupes de la Légion étrangère occupent le quartier arabe de Fès pour réprimer un soulèvement nationaliste : 130 marocains sont arrêtés.
  - Début de la dictature du général Alfredo Stroessner au Paraguay. Il est huit fois réélu entre 1954 et 1989.
- 16 août : début de l’opération « Passage to Freedom ». Les unités de la flotte américaine évacuent vers le Viêt Nam du Sud plusieurs milliers de vietnamiens du Nord.
- 22 août (Formule 1) : Grand Prix automobile de Suisse.
- 23 août : 
  - la Chambre haute du Parlement indien reçoit son nom en hindî : le Rajya Sabha (en hindî राज्य सभा) ou Conseil des États.
  - Premier vol de l'avion de transport militaire Lockheed C-130 Hercules.
- 24 août : un coup d'État militaire au Brésil, pousse le président Getúlio Vargas, sommé de démissionner, à mettre fin à ses jours. Le vice-président João Fernandes Campos Café Filho renonce à la politique de Vargas. Il confie les Finances, la Justice et les Affaires étrangères à des membres de l’União Democratica Nacional.
- 26 août : Pierre Mendès France annonce à l’assemblée nationale la création d’un conseil d’études des réformes au Protectorat du Maroc.
- 30 août, France : sans même en débattre sur le fond, l’Assemblée refuse de ratifier le traité de la CED (1952). Ses détracteurs estiment que la CED ouvre la voie à l’intégration politique. Se dessaisir de ses troupes signifie pour eux l’abandon d’un élément fondamental de la souveraineté nationale.

## Naissances
- 4 août : 
  - François Valéry, chanteur français.
  - Uwe Wittwer, peintre suisse.
- 7 août : Claude Vancoillie, cycliste handisport, homme politique et directeur sportif belge († 15 octobre 2010).
- 10 août : Brigitte Ondoa Essono, journaliste et écrivaine camerounaise et française.
- 12 août : François Hollande, 24e président de la République française.
- 13 août : Lincoln Díaz-Balart, homme politique américaine († 3 mars 2025).
- 14 août : 
  - Mónica Baltodano, guerrillera, révolutionnaire et femme politique nicaraguayenne.
  - Felice Farina, cinéaste italien († 18 septembre 2023).
- 16 août : James Cameron, réalisateur de films.
- 17 août : Andrés Pastrana Arango, président de la République de Colombie de 1998 à 2002.
- 18 août : Umberto Guidoni, spationaute et homme politique italien.
- 30 août : 
  - Filippo Moyersoen, cavalier italien de saut d'obstacles.
  - Norbert Turini, évêque catholique français, évêque de Cahors.

## Décès
- 3 août : Colette, romancière française (° 28 janvier 1873).
- 6 août : Emilie Dionne, l'une des Sœurs Dionne.
- 25 août : Gustave Van Belle, coureur cycliste belge (° 16 mars 1912).
- 28 août : Marius Jacob, anarchiste, idéaliste, cambrioleur français , (1879-1954).